# UFC 231
UFC 231: Holloway vs. Ortega fue un evento de artes marciales mixtas producido por Ultimate Fighting Championship que se llevó a cabo el 8 de diciembre de 2018 en el Scotiabank Arena en Toronto, Ontario, Canadá.

## Historia
El evento principal contó con un combate por el Campeonato de peso pluma de UFC entre Max Holloway y Brian Ortega. La pelea fue originalmente planeada para tener lugar en UFC 226, pero Holloway se retiró debido a "síntomas de una contusión".
El evento coestelar fue una pelea por el vacante Campeonato de peso mosca femenino de UFC entre la ex campeona de peso paja Joanna Jędrzejczyk y Valentina Shevchenko. Si Jędrzejczyk sale victoriosa se convertirá en la primera mujer en ganar títulos en divisiones diferentes. Ambas pelearon anteriormente en peleas amateurs de muay thai y kickboxing, con Shevchenko ganando los tres encuentros. El 2 de octubre, UFC anunció que Shevchenko enfrentaría a Sijara Eubanks en el evento principal de UFC 230. Sin embargo, la pelea entre Shevchenko y Jędrzejczyk se reanudó una semana después, cuando Daniel Cormier y Derrick Lewis ocuparon el evento estelar de UFC 230.
Un combate entre Gilbert Burns y Olivier Aubin-Mercier fue programado para febrero de 2018 en UFC on Fox: Emmett vs. Stephens. Sin embargo, Burns fue retirado de la pelea luego de tener problemas con su peso. La pelea fue reprogramada para este evento.
Una pelea entre el ganador peso pesado de The Ultimate Fighter: Brazil 3 Antônio Carlos Júnior y el ganador peso mediano de The Ultimate Fighter: Nations Elias Theodorou fue programada para tener lugar en UFC Fight Night: Santos vs. Anders. Sin embargo, Júnior fue sacado de la pelea el 28 de agosto por una lesión. El combate fue reprogramado para este evento. Sin embargo, el 13 de septiembre, se informó que Júnior fue forzado a dejar la pelea debido a necesitar una cirugía para tratar una lesión anterior. El 1 de octubre, se informó que Eryk Anders lo reemplazaría.
Jimi Manuwa enfrentaría a Thiago Santos en UFC Fight Night: Santos vs. Anders, pero la pelea fue pospuesta por una lesión de Manuwa. El combate tuvo lugar en este evento.
Un combate de peso paja entre Renato Moicano y Mirsad Bektić se esperaba que se llevara a cabo en este evento. Sin embargo, Bektić fue forzado a dejar la pelea por una lesión desconocida el 15 de noviembre. A su vez, Moicano no compitió y sirvió como una opción de reemplazo en caso de que uno de los participantes principales no pudiera pelear en el evento.
Se esperaba que John Makdessi enfrentara a Carlos Diego Ferreira en el evento. Sin embargo, Makdessi fue sacado de la pelea el 28 de noviembre y fue reemplazado por Jesse Ronson. Sin embargo el 4 de diciembre, fue anunciado que Ronson no estará apto para dar el peso de 156 libras. Ronson fue reemplazado por el recién llegado Kyle Nelson.

## Resultados
1. ↑  Por el Campeonato de peso pluma de UFC
2. ↑  Por el vacante Campeonato peso mosca femenino de UFC

## Bonificaciones
Los siguientes peleadores recibieron $50,000 en bonos:
- Pelea de la Noche: Max Holloway vs. Brian Ortega
- Actuación de la Noche: Max Holloway y Thiago Santos